# Kungsvåning

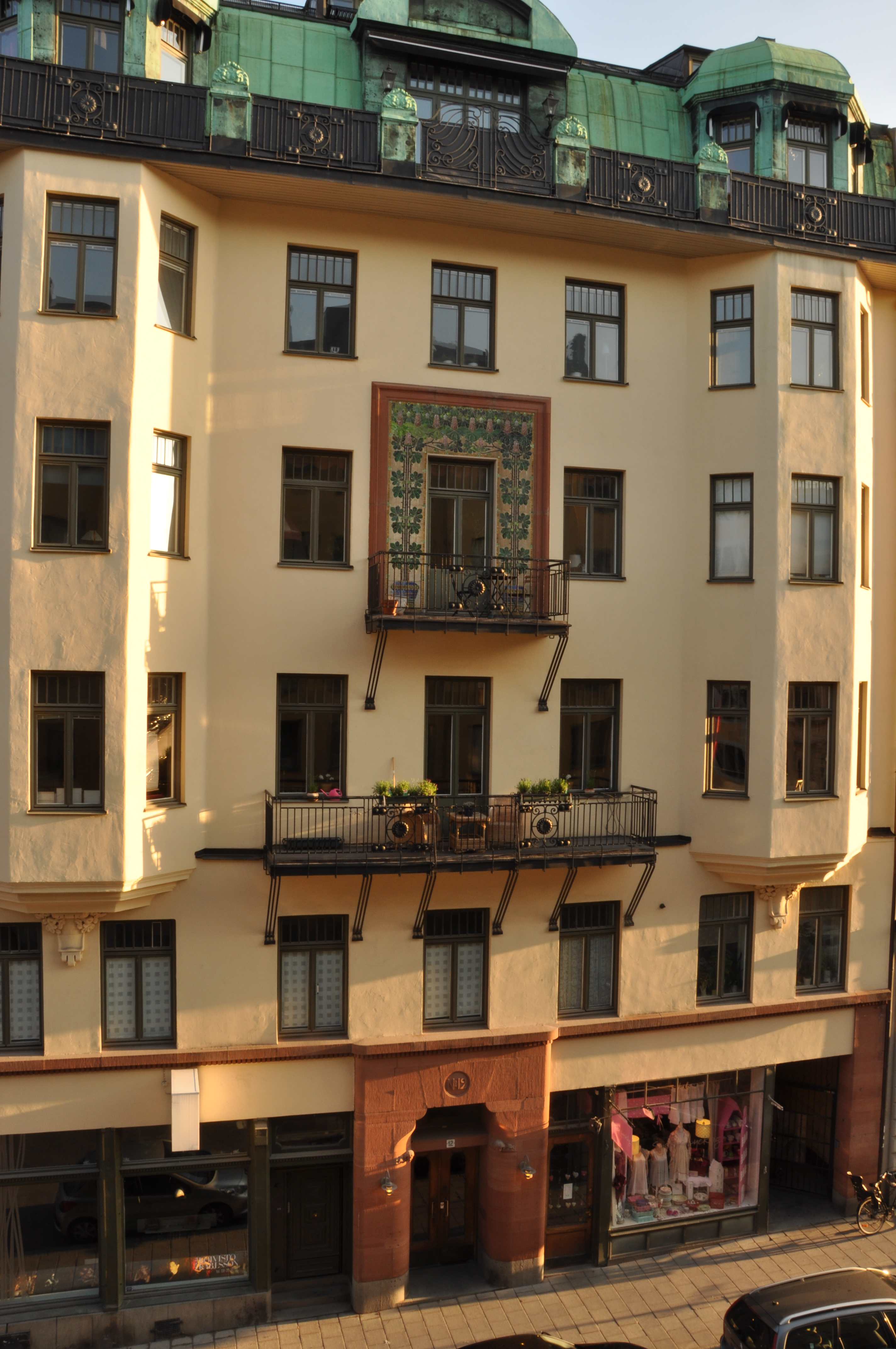
Kungsvåning på Tegnérgatan i Stockholm. Ark. Hagström & Ekman

Kungsvåning, översta våningen på ett flervåningshus med balkonger i fil längs hela huskroppen, en från fasaden indragen vindsvåning. Kungsvåning var ett vanligt förekommande stildrag i stadsarkitekturen i Stockholm under tidigt 1900-tal och kan ses bland annat på hus i Birkastan och på Östermalm.